# 青森県立大湊高等学校川内校舎
青森県立大湊高等学校川内校舎（あおもりけんりつ おおみなとこうとうがっこうかわうちこうしゃ, Kawauchi Branch of Aomori Prefectural Ominato High School）は、青森県むつ市川内町家の上に所在した公立の高等学校。

## 所在地
- 〒039-5201 青森県むつ市川内町家の上48番地

## 概要
歴史
1948年（昭和23年）に青森県大湊高等学校の定時制分校として設置される。1976年（昭和51年）に全日制課程に転換し、1978年（昭和53年）に「青森県立川内高等学校」として独立したが、2008年（平成20年）の統合により30年ぶりに大湊高等学校の分校となった。
2021年（令和3年）3月に閉校となった。
校訓
清く・豊かに・逞しく
校章
3本の同心円の右上(約4分の1)にゴシックで高の字
校歌
自然環境などについて歌うが、高校名は含まれていない。
作詞：横浜正太　作曲：野村正憲
生徒会館
汐見ヶ丘会館 - 高校校舎が所在した高台の通称名から命名(正式な住所は家ノ上48)

## 沿革
- 1948年（昭和23年）10月7日 -「青森県大湊高等学校川内分校」（定時制普通課程）が設置される。
  - 大湊高等学校本校・川内分校の設置者は大湊町。
- 1950年（昭和25年）1月1日 - 大湊高等学校本校が青森県に移管され、「青森県立大湊高等学校川内分校」に改称。
  - ただし川内分校の設置者は大湊町のまま。
- 1969年（昭和44年）
  - 2月1日 - 独立校舎が完し、移転を完了。第一川内小学校の新校舎落成移転に伴い、旧第一川内小学校(木造)を改築、独立校舎として利用。青森県むつ市川内町熊ケ平1付近にあった。
  - 10月6日 - 特別教室が完成。
- 1970年（昭和45年）4月1日 - 青森県に移管され、川内分校も大湊高校本校と同じく県立となる。
- 1976年（昭和51年）4月1日 - 全日制課程を設置。定時制課程の募集を停止。
- 1978年（昭和53年）
  - 4月1日 - 青森県立大湊高等学校より分離し、「青森県立川内高等学校」として独立。
  - 11月7日 - 独立昇格記念式典を挙行。
- 1979年（昭和54年）3月31日 - 定時制課程を廃止。
- 1980年（昭和55年）
  - 7月1日 - 新校舎に移転。
  - 8月30日 - 生徒会館が完成し、「汐見ヶ丘会館」と命名。
- 1981年（昭和56年）7月2日 - 第2体育館が完成。
- 1984年（昭和59年）6月7日 - 学校林を造成。
- 1993年（平成5年）4月1日 - 情報コースを設置。
- 1999年（平成11年）3月30日 - 第1体育館を改修。
- 2002年（平成14年）3月20日 - 第2体育館を改修。
- 2003年（平成15年）12月19日 - 管理・普通教室棟の大規模改修を実施。
- 2008年（平成20年）4月1日 - 統合により、「青森県立大湊高等学校川内校舎」となる（30年ぶりに再分校化）。
- 2021年（令和3年）3月 - 閉校[1]